# Jehudah Rabi
Jehuda Rabi, zwany Riban (ur. 1624, zm. 1696 w Kaliszu) – rabin, nauczyciel, rektor kaliskiej jesziwy, kaznodzieja, kabalista.

## Życiorys
Od 1681 roku pełnił funkcję Naczelnego Rabina Kalisza. Był rektorem kaliskiej jesziwy, gdzie wykładał Gemarę. Był kabalistą - uprawiał Kabałę praktyczną, czyli stosował w swoim życiu ascetyzm. Według nauk Kabały napisał rodał osobisty (zwoje Tory na własny użytek), wprowadzając zmiany ortografii w kształcie liter, według odkrytego przez siebie systemu. Rodał przechowywany w kaliskiej Wielkiej Synagodze był czytany raz w roku podczas święta Szawuot. 
Jehudah Rabi został pochowany na starym cmentarzu żydowskim w Kaliszu.